# Herhaalbaarheid
Herhaalbaarheid, stabiliteit of test-hertestbetrouwbaarheid is de mate van overeenstemming die in een experiment bereikt wordt tussen het resultaat van verschillende metingen aan eenzelfde grootheid die onder zo goed mogelijk gelijke omstandigheden uitgevoerd worden.
Herhaalbaarheid kan afhangen van de meetapparatuur, de meetmethode, wie de test uitvoert (beoordelaarsbetrouwbaarheid, inter-rater reliability), wie of wat er beoordeeld wordt (spreiding, intra-rater reliability).
Een ander aspect van de betrouwbaarheid van een meetmethode is reproduceerbaarheid.